# Ливези-Вале (Бакау)
Ливези-Вале (рум. Livezi-Vale) насеље је у Румунији у округу Бакау. Oпштина се налази на надморској висини од 246 m.

## Становништво
Према подацима из 2011. године у насељу је живело 5255 становника.